# آینده (مجله)
مجله آینده مجله‌ای ملی سیاسی، اجتماعی، ادبی و تاریخی بود که توسط محمود افشار یزدی در سال ۱۳۰۴ شمسی بنیان نهاده شد.

## دربارهٔ مجله
مجله آینده طی ۱۹ سال و در دو دوره زمانی با مدیریت محمود افشار (۴ سال) و سپس فرزندش ایرج افشار (۱۵ سال) منتشر شد. 
- در سال اول مجله در ۱۲ شماره، از تیرماه ۱۳۰۴ تا مهرماه ۱۳۰۵ شمسی منتشر شد.
- در سال دوم در ۱۲ شماره، از دی ماه ۱۳۰۵ تا اسفند ۱۳۰۶ شمسی، ادامه یافت.
- فعالیت این مجله، بعد از ۱۷ سال تعلیق، در سال سوم با انتشار ۱۶ شماره و از مهر ماه ۱۳۲۳ تا اسفند ۱۳۲۴ پیگیری شد.
- انتشار سال چهارم را محمود افشار از مهر ۱۳۳۸ آغاز کرد و در مجموع ۶ شماره انتشار یافت.
- نشر مجله آینده از اردیبهشت ۱۳۳۹ تا آغاز فروردین ۱۳۵۸ متوقف شد.
- ایرج افشار سال‌های پنجم تا نوزدهم مجله را از سال ۱۳۵۸ از سر گرفت و تا ۱۳۷۲ ادامه داد.[۱]

## نویسندگان مجله
برخی از نویسندگان مجله آینده در دوره و سال‌های مختلف عبارت بودند از: سید حسن تقی‌زاده، ذکاءالملک فروغی، محمد مصدق، ایراندخت تیمورتاش، محمود افشار یزدی، علی‌اکبر داور، غلامرضا رشید یاسمی، علی دشتی، نصرالله فلسفی، مجتبی مینوی، عباس اقبال، حسن مشرف‌الدوله نفیسی، محمود عرفان و مصطفی فاتح (چیره)، مستشارالدوله صادق، ادیب‌السلطنهٔ سمیعی، علی‌اصغر حکمت، قاسم غنی، اللهیار صالح، حسین مکی، ارسلان خلعت‌بری، فریدون کشاورز، شمس‌الدین مصاحب و بسیاری دیگر.